# Цзяюйгуань
Цзяюйгуа́нь (кит. упр. 嘉峪关, пиньинь Jiāyùguān) — городской округ в провинции Ганьсу КНР. Название означает «застава Цзяюй»; здесь находится самый западный проход в Великой стене.

## История
При империи Мин здесь находилась западная оконечность Великой стены.
После Синьхайской революции в 1913 году был создан уезд Цзюцюань, и эти земли вошли в его состав.
Бурный рост Цзяюйгуаня начался после первой пятилетки, когда в 1955 году в уезде Сунань началась добыча железа. В 1958 году здесь расположилась штаб-квартира Цзюцюаньской железодобывающей компании. В 1965 году на территориях, выделенных из уездов Цзюцюань и Сунань был создан город Цзяюйгуань С 1971 году Цзяюйгуань подчинён напрямую властям провинции Ганьсу.

## Административно-территориальное деление
Исторически Цзяюйгуань не делился на уезды. 1 декабря 2009 года Цзяюйгуань был разделён на 3 района:
| Карта                  | Карта    | Карта     | Карта         | Карта         | Карта            |
| ---------------------- | -------- | --------- | ------------- | ------------- | ---------------- |
| Сюнгуань Чанчэн Цзинте |          |           |               |               |                  |
| Статус                 | Название | Иероглифы | Пиньинь       | Площадь (км²) | Население (2010) |
| Район                  | Сюнгуань | 雄关区    | Xióngguān qū  |               | 78 643           |
| Район                  | Чанчэн   | 长城区    | Chángchéng qū |               | 103 992          |
| Район                  | Цзинте   | 镜铁区    | Jìngtiě qū    |               | 65 000           |

Эти три района являются лишь административными структурами, и не относятся к официальным единицам административно-территориального деления (в частности, они не имеют самоуправления, ими управляют специальные рабочие комитеты). Официально Цзяюйгуань с 2012 года делится на 29 «больших коммун» (大社区).

## Экономика
В Цзяюйгуане базируется компания Jiuquan Iron & Steel Group (черная металлургия).